# Система единого времени
Система единого времени (СЕВ) — это система, состоящая из первичных (ведущих) часов и вторичных (ведомых) часов, связанная между собой и позволяющая установить единое и точное время на всех подключённых вторичных часах. Используется в системах, которые требуют высоких точностей по частоте и времени. Предназначена для обеспечения сигналами точного времени и эталонными частотами космических измерительных комплексов и наземных систем синхронизации и часификации.
Необходимость создания таких систем назрела в начале 1950-х годов в ракетных войсках СССР при испытаниях первых баллистических ракет дальнего действия. Сверхвысокая скорость ракет требовала оперативного и сверхточного вмешательства в управление траекторией полёта в любой момент движения. Разработкой таких систем занимались конструкторы ВНИИРА. На начальных этапах испытаний система единого времени полигонного комплекса представляла собой кварцевый генератор частоты, с нестабильностью (1-2) Е-5, выдающий секундные сигналы по проводам и на радиостанцию для их передачи на удалённые объекты. Такая система являлась однопунктной, и справлялась со своей задачей, так-как требования по дальности и точности пусков были не высокими.
В 1956 году при создании НИИП-5, была создана система которая позволяла осуществлять точные измерения и обработку лётных данных на тысячи километров на полную дальность полёта ракеты. Для выполнения этой задачи были построены и введены в эксплуатацию 9 измерительных пунктов в районе старта вдоль трассы полёта ракеты, 6 измерительных пунктов в районе падения головной части на Камчатке и трёх корабельных измерительных пунктов при полёте ракеты на полную дальность в акваторию Тихого океана. Время полёты ракеты составляло приблизительно несколько десятков минут, в процессе полёта работа измерительных средств синхронизировалась по единому времени с погрешностью не более 1мс.
Система единого времени «Бамбук» созданная в НИИ-195 под руководством конструктора Н. А. Бегуна, использовалась для синхронизации измерительных и управляющих средств первых космических полётов, в том числе полёта корабля «Восход-1». Система начала разрабатываться в 1953 году и постоянно дорабатывалась, в 1959—1960 годах была проведена модернизация аппаратуры «Бамбук», была введена в эксплуатацию аппаратура «Фаза-М» с точностью привязки 500 мкс (главный конструктор Л. Д. Васин).
Области применения СЕВ:
- космическая промышленность

- авиация[5],
- навигация,
- радиоастрономия,
- связь,
- системы телекоммуникации,
- космическая геодезия,
- управление транспортом,
- энергосистемы и др.

Аппаратно и технологически СЕВ состоит из сложных радиоэлектронных устройств, к которым предъявляются высокие метрологические требования.
Примером простой системы единого времени может служить звонок в различных учебных заведениях, где с помощью реле времени подаётся сигнал о начале и конце занятий.